# Alaemon alaudipes

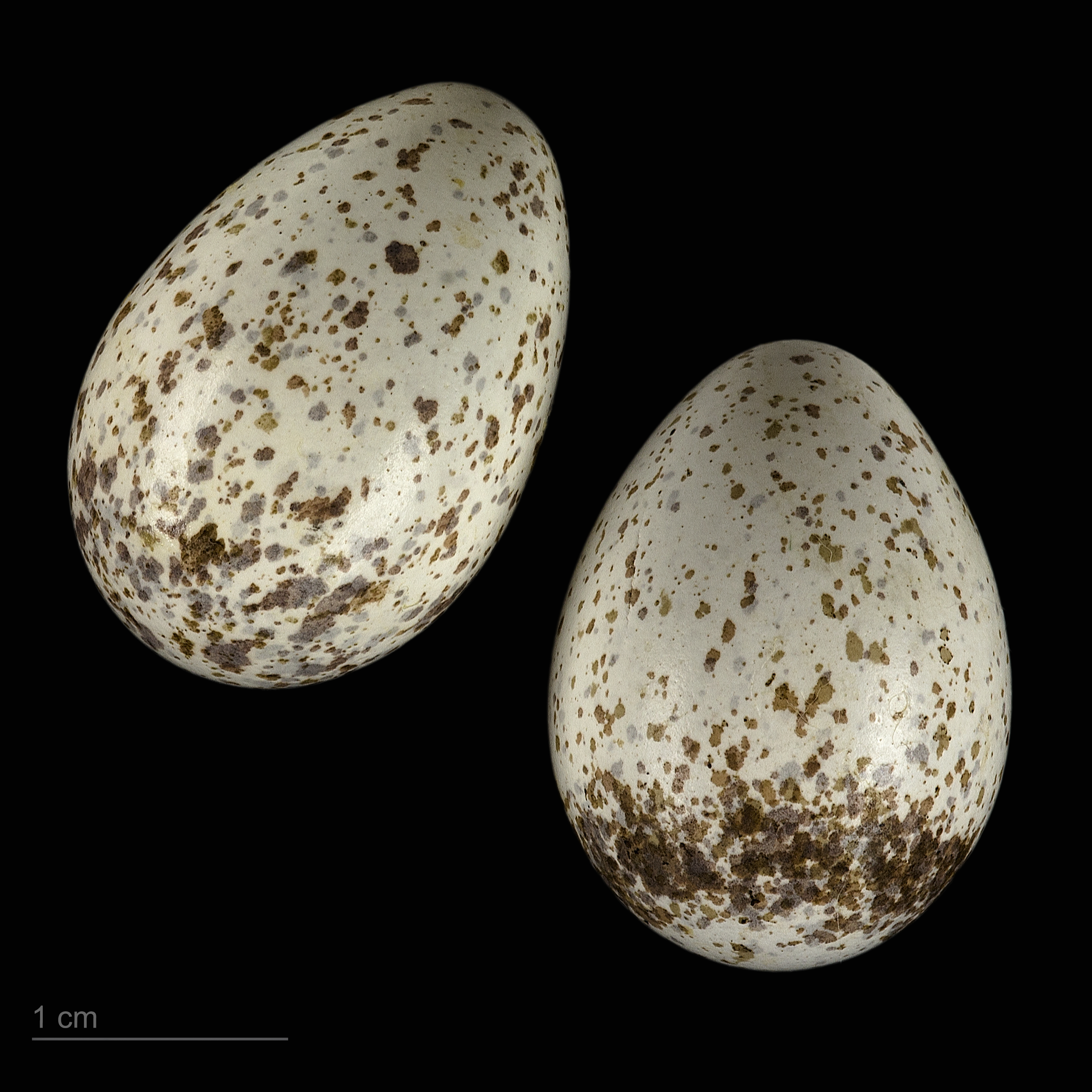
Alaemon alaudipes alaudipes - (MHNT)

Cotovia-de-bico-curvo ou calhandra-de-bico-curvo (Alaemon alaudipes) é uma espécie de ave da família Alaudidae, cujo habitat são as regiões áridas, semi-desertas e desertas. Ela está dispersa desde as Ilhas do Cabo Verde, cruzando todo o norte da África, através da península arábica, Síria, Afeganistão, Paquistão e Índia